# Марія (ім'я)
Марі́я — жіноче особове ім'я. Походить від єврейського імені Міріам (івр. מרים). Поширене у християнських країнах Європи, Африки та Америки. Найвідоміша носійка — Діва Марія, мати Ісуса Христа. Потрапило до української мови через грецьку. Станом на 2012 рік шосте найпопулярніше ім'я, яким називали новонароджених дівчаток в Україні.

## В християнстві
Марією звали Богородицю, матір Ісуса Христа. Також у Святому Письмі згадуються інші Марії, зокрема, Марія Магдалина та Марія Клеопова. Це і визначило популярність імені серед християн.
В українську та інші слов'янські мови єврейське ім'я Міріам перейшло від грецького Μαρια. Саме ж ім'я Міріам було досить поширеним серед юдеїв; воно згадується ще в Старому Заповіті. В арабському варіанті ім'я звучить аналогічно.

## Як частина чоловічого імені
Вже з XIV століття ім'я Марія використовувалось як компонент чоловічого імені, зазвичай, є другою його частиною. У сучасній Німеччині, відповідно до закону, Марія — єдине жіноче ім'я, яке можна використовувати у складі чоловічого. Наприклад, відомими носіями такого імені серед чоловіків є композитор Карл Марія фон Вебер, поет Райнер Марія Рільке, письменник Еріх Марія Ремарк.

## Відомі особистості

### Святі
- Діва Марія — мати Ісуса Христа.
- Марія Клеопова — сестра Діви Марії.
- Марія Магдалина — учениця Ісуса Христа.
- Марія, сестра Лазаря
- Марія Єгипетська
- Марія Доменіка Мадзарелло
- Марія Гатчинська
- Марія з Агреди — іспанська монахиня

### Монархи
- Марія I Тюдор — королева Англії (1553—1558), «Кривава Мері».
- Марія Стюарт — королева Шотландії (1542—1567).
- Марія Медічі — королева Франції (1600—1617).
- Марія Угорська — королева Угорщини (1382—1395).
- Марія II — королева Англії (1689—1694).
- Марія Лупул — молдовська князівна.
- Марія Терезія — імператриця Священної Римської імперії (1745—1765).
- Марія Терезія Іспанська — іспанська інфанта.
- Марія Австрійська — королева Польщі, велика княгиня Литовська.
- Марія Антуанетта — королева Франції.
- Марія Казимира — королева Польщі, велика княгиня Литовська французького походження.
- Марія I — королева Португалії (1777—1816).
- Марія Франциска Зульцбаська — пфальцграфиня Зульцбаська.

### Інші
- Маруся Чурай — авторка багатьох українських пісень.
- Марія Валевська — коханка Наполеона I.
- Марія Склодовська-Кюрі — французька фізик, дворазова Нобелівська лауреатка.
- Марія Новицька — українська мистецтвознавиця.
- Марія Садовська-Барілотті — українська співачка.
- Марія Заньковецька — українська акторка.
- Марія Каллас — грецька співачка.
- Марія Матіос — українська письменниця.
- Марія Бурмака — українська співачка.
- Марія Приймаченко — українська художниця.
- Марія Башкирцева — французька художниця українського походження.
- Марія Струтинська — українська письменниця.
- Марія Єфросініна — українська телеведуча.
- Марія Старицька — акторка, режисерка і освітянка.
- Марія Савчин — українська діячка ОУН.
- Марія Крушельницька — українська піаністка і освітянка.
- Марія Фішер-Слиж — українська лікарка.
- Марія Людкевич — українська поетеса.